# Jean Odoutan
 (octobre 2023).
Si vous disposez d'ouvrages ou d'articles de référence ou si vous connaissez des sites web de qualité traitant du thème abordé ici, merci de compléter l'article en donnant les références utiles à sa vérifiabilité et en les liant à la section « Notes et références ».
Jean Odoutan, né en 1965 au Bénin, est un scénariste, acteur, réalisateur, producteur et compositeur franco-béninois.

## Biographie
Réalisateur, Jean Odoutan produit et compose lui-même la musique de tous ses films. Il est à la fois scénariste, réalisateur, producteur et distributeur de tous ses films via sa société de production et de distribution 45rdlc. Son premier long-métrage, Barbecue Pejo, est sélectionné dans de nombreux festivals africains, européens et américains, et il remporte le Prix d'interprétation féminine à Khourigba (Maroc) pour le rôle de Fati, interprété par la comédienne Laurentine Milebo, qui a rejoint le Panthéon des Grandes Comédiennes, le 17 août 2015 à Paris.
Plusieurs de ses films sont également primés dans des festivals internationaux : Djib et Pim-Pim Tché - Toast de vie ! à Vues d'Afrique à Montréal au Canada.
Odoutan a créé Quintessence, festival international du film de Ouidah, qui a lieu chaque année depuis 2003 en janvier et présente une sélection de films de tous les continents.
Odoutan a également créé au Bénin: L'ICO - L'Institut cinématographique de Ouidah, une école de cinéma qui fait la part belle aux jeunes cinéastes francophones.
Jean Odoutan vit en France depuis 1980,.

## Filmographie

### En tant que réalisateur
- 1999 : Barbecue - Pejo
- 2000 : Djib
- 2002 : Mama Aloko
- 2002 : La Valse des gros derrières
- 2002 : La Porte du non-retour
- 2010 : Pim-Pim Tché - Toast de vie !
- 2022 : Le Panthéon de la joie

### En tant qu'acteur
les films sans indication de metteur en scène sont de Jean Odoutan
- 1984 : Marche à l'ombre de Michel Blanc
- 1988 : Black Mic-Mac 2 de Marco Pauly
- 1988 : La Bohème de Luigi Comencini
- 1992 : Diên Biên Phu de Pierre Schoendoerffer
- 1992 : L.627 de Bertrand Tavernier : Mamadou Diop
- 2000 : Barbecue - Pejo : Boubacar
- 2000 : Djib : Monsieur Explorer
- 2002 : Mama Aloko : Jean
- 2002 : L'envol, court-métrage de Mallory Grolleau
- 2004 : La valse des gros derrières : Rod
- 2002 : La Porte du non-retour
- 2010 : Pim-Pim Tché - Toast de Vie : Courage